# Микільське 2-е (Воробйовський район)
Микільське 2-е (рос. Никольское 2-е) — село у Воробйовському районі Воронезької області Російської Федерації.
Населення становить 517 осіб. Входить до складу муніципального утворення Микільське 1-е сільське поселення.

## Історія
Населений пункт розташований у межах українського історико-культурного регіону Східної Слобожанщини. До Перших визвольних змагань належав до Воронезької губернії.
Від 1928 року належить до Воробйовського району, спочатку в складі Центрально-Чорноземної області, а від 1934 року — Воронезької області.
Згідно із законом від 15 жовтня 2004 року входить до складу муніципального утворення Микільське 1-е сільське поселення.

## Населення
| 2010 | 2012 | 2013 | 2014 |
| ---- | ---- | ---- | ---- |
| 583  | ↘561 | ↘537 | ↘517 |